# 존 오르티스
존 오티즈(영어: John Ortiz, 1968년 5월 23일 ~ )는 미국의 배우이다. 래버린스 극장을 공동으로 설립하였다.

## 출연 작품
- 아미스타드 (1997) - 몬티즈 역
- 플레이 투 더 본 (1999)
- 라스트 마샬 (1999, The Last Marshal)
- 비포 나잇 폴스 (2000) - 후안 아브리유 역
- 분노의 질주: 더 오리지널 (2009)
- 분노의 질주: 더 맥시멈 (2013)
- 콩: 스컬 아일랜드 (2017)
- 고잉 인 스타일 (2017) - 헤수스 역
- 범블비 (2018) - 파월 요원 역
- 아이 엠 마더 (2018) - 모이지스 벨트런 형사 역
- 레플리카 (2018) - 존스 역
- 클로버필드 패러독스 (2018)
- Nostalgia (2018)
- 애드 아스트라 (2019) - 리바스 장군 역
- 호스 걸 (2020)